# 土耳其犹太人历史
土耳其犹太人历史（土耳其語： Türk Yahudileri，希伯來語：‎，羅馬化：Yehudim Turkim ）是指生活在土耳其的犹太人歷史。
至少从公元一世紀开始，就有猶太人在安納托利亞定居（羅馬尼奧猶太人）。奥斯曼帝国时代之前的安纳托利亚的犹太人主要由讲希腊语的羅馬尼奧猶太人组成，此外还有少数犹太教卡拉派信徒。十五世纪末和十六世纪初，許多生活在西班牙、葡萄牙和意大利南部居住的塞法迪犹太人因為阿罕布拉法令而被驅逐，其中有很多人來到奥斯曼帝国各地定居。
截至16世纪末，奥斯曼帝国境內的的犹太人数量達15万，是當時猶太人人口最多的國家。 
犹太人是現今土耳其官方承认的四个少数民族之一。 如今，許多歷史上曾在土耳其定居的猶太人都已移民至以色列。不過土耳其境內仍然有少量犹太人口，其中绝大多数居住在伊斯坦布尔，還有一些居住在伊兹密尔。